# Salon des réalités nouvelles
Le Salon des réalités nouvelles est le salon de l'abstraction ; il est animé par les artistes eux-mêmes réunis en une Association Réalités Nouvelles.
Le Salon des réalités nouvelles a été créé en 1946 par Sonia Delaunay, Nelly van Doesburg, Auguste Herbin, Jean Arp, Jean Gorin, Pevsner comme une suite au groupe Abstraction-Création. Depuis, il a lieu tous les ans à Paris. Il se donne pour objectif la promotion des œuvres d'art rassemblés dans les catégories art concret, art non-figuratif ou art abstrait.
À partir de 1956, toutes les tendances de l'abstraction y sont représentées jusqu'aux formes de figurations allusives. C'est l'un des principaux Salons fonctionnant depuis la Libération. Il a lieu tous les ans au mois d'octobre à Paris depuis 2013.

## Origine de « réalités nouvelles »
L'expression « réalités nouvelles » serait née sous la plume de Guillaume Apollinaire en 1912 pour désigner l'abstraction,. Une autre hypothèse avancée par Jean-Louis Ferrier est que « réalités nouvelles » est un dérivé de l'expression de Robert Delaunay lui-même qui disait « avoir créé la forme exprimant le mieux notre Réalité Moderne. »
Toutefois, on trouve l'expression sous la plume d'Otto Freundlich en 1929, dans un texte bilingue sous la forme « réalité nouvelle » et en allemand « Neuen Wirklichkeit ».

## Historique

### Les origines
Dans les années 1938-1939, le couple Sonia et Robert Delaunay réunit régulièrement dans son atelier un nombre de jeunes gens intéressés par leur peinture et leurs théories. Les réunions ont lieu tous les jeudis. Aux étudiants, se joignent rapidement les amis des Delaunay, peintres et écrivains : Albert Gleizes, André Lhote, Theo et Nelly van Doesburg, Joseph Lacasse, et de nombreux autres. Dans ses Écrits sur l'art, Robert Delaunay présente ainsi ces séances : 

« Nous traçons les péripéties par lesquelles j'ai passé, du premier cubisme analytique et conformiste, au cubisme plus abstrait où les contrastes des couleurs jouent par le développement déjà. »

En juin-juillet 1939, Fredo Sidés, le critique Yvanoé Rambosson, Robert et Sonia Delaunay organisent une exposition « Réalités Nouvelles » à la galerie Charpentier avec Nelly van Doesbourg qui assurera le secrétariat du Salon en 1946. L'exposition de 1939 réunissait tous les artistes « inobjectifs », selon la définition de Robert Delaunay (entre autres Jean Hélion, Le Corbusier, Sophie Taeuber-Arp, Pierre Wemaëre…).
En 1938, Robert et Sonia Delaunay participent au Salon des Tuileries, où ils présentent une série de grandes toiles intitulées Rythmes et qui sont données et aujourd'hui présentées au musée d'Art moderne de la ville de Paris au nom de Réalités Nouvelles, l'année suivante.

### Création du salon

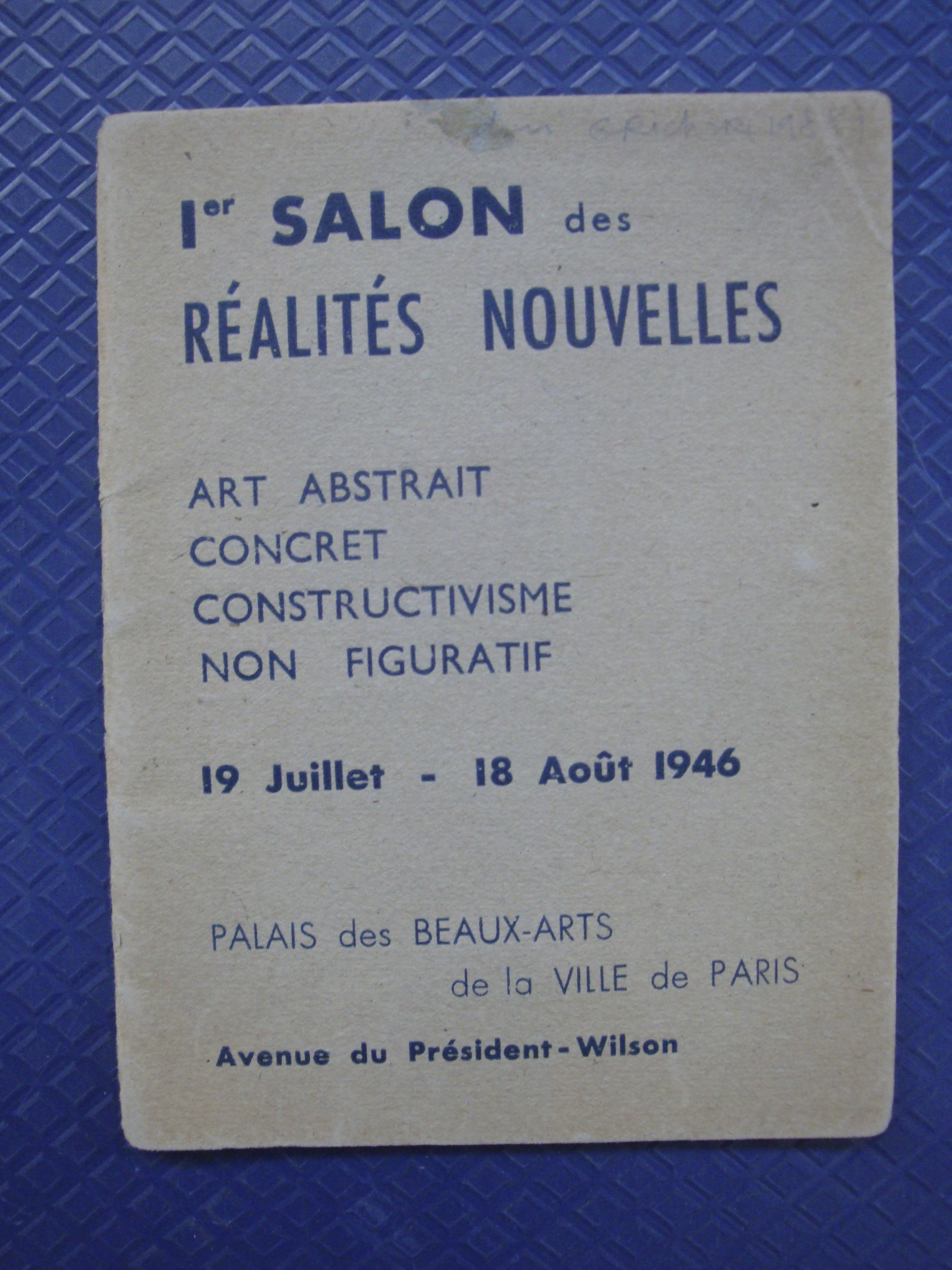
Couverture du 1er catalogue du Salon des réalités nouvelles, Paris, 1946.

En 1946, la première édition du salon est organisée à l'initiative de Sonia Delaunay, Jean Dewasne, Jean Arp, Nelly van Doesburg, Auguste Herbin, Félix Del Marle, Jean Arp, Pevsner[Lequel ?] et Fredo Sidès dans le but de promouvoir l'art abstrait.

« … fondé par le marchand d’art et collectionneur Fredo Sidès, […] le salon de 1946 est le prolongement de l’exposition éponyme de 1939 à la galerie Charpentier dont il se veut la renaissance et la réplique. »

Devenu une association, Réalités Nouvelles se substitue à l'association Abstraction-Création en organisant le salon de l'abstraction marquant selon Sonia Delaunay « la fin du rackett (sic) des surréalistes. »
Relayé par des critiques passionnées tels Michel Ragon, Michel Seuphor ou Pierre Descargues, le Salon connaît un rapide succès qui présente aussi bien l'art géométrique, concret à travers des artistes comme Jean Dewasne ou Victor Vasarely, que des artistes non-figuratif comme Pierre Soulages, Georges Mathieu, Ernest Engel-Pak (artiste) Vieira da Silva, ou Robert Motherwell.
En 1948, Auguste Herbin publie le manifeste du Salon, où il le définit selon trois critères : abstrait, non-figuratif, non-objectif.

### Les années 1950
La première édition présentait 84 artistes, et l'édition de 1951, 212 ; cependant des artistes refusent d'y participer ou sont refusés. Malgré ses difficultés matérielles, Nicolas de Staël refuse de participer à la première exposition du Salon parce que la progression de sa peinture le conduit à s'écarter de l'abstraction la plus stricte. En 1955, le monochrome d'Yves Klein est refusé.

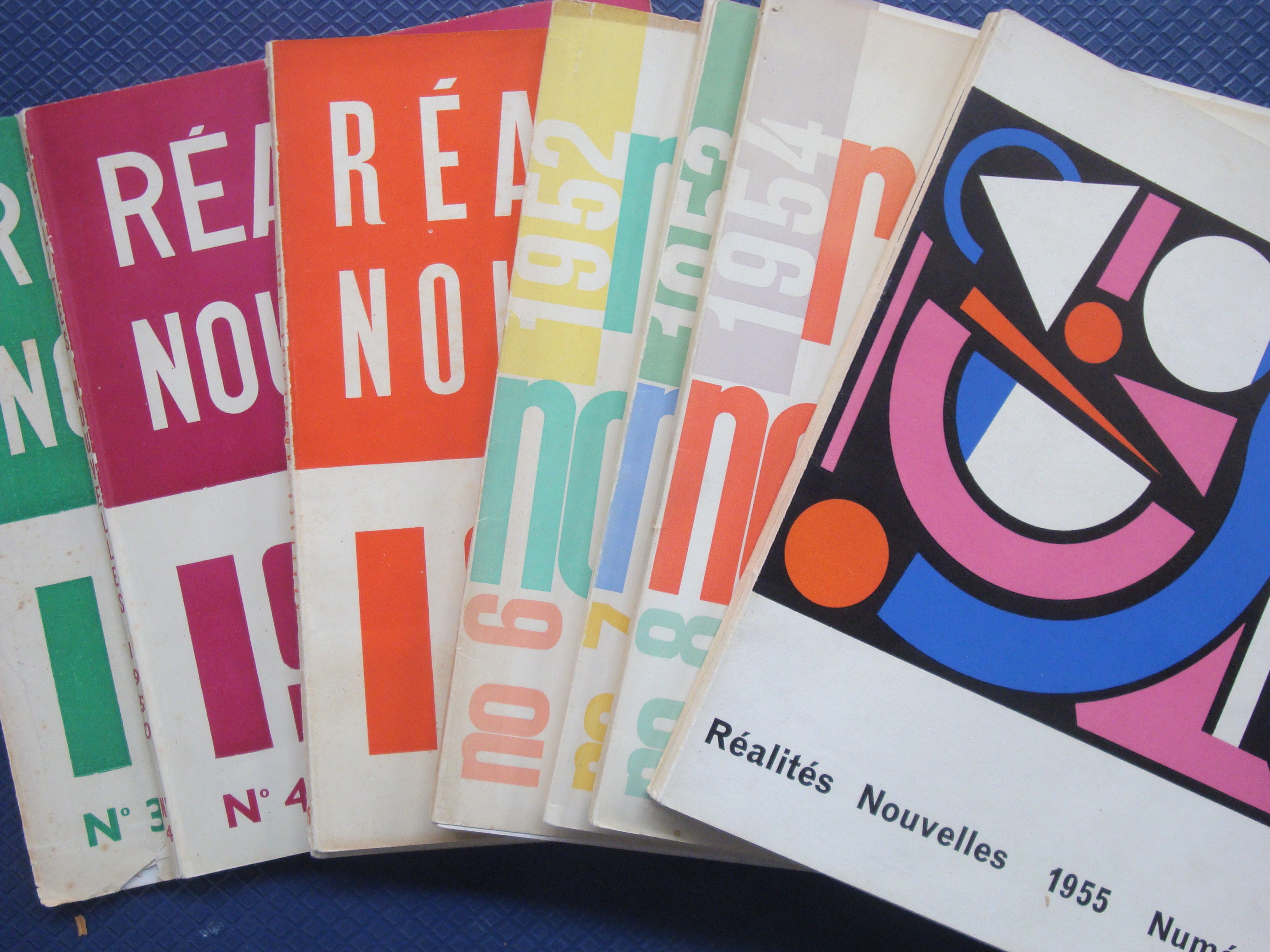
Les Cahiers des Réalités Nouvelles des années 1950.

De 1947 à 1951, le secrétariat du Salon est sous la responsabilité du peintre Felix del Marle. De 1952 à 1954, le peintre Henri Olive-Tamari était le secrétaire général du Salon. Il en démissionnait en 1955, à la suite de son exposition chez Bernheim-jeune et sa rupture avec Michel Ragon. En 1955, le secrétariat revient à Robert Fontené.
En 1950, à la suite de la campagne de Charles Estienne contre l'art géométrique, le Salon est critiqué. Après la mort de Fredo Sidés puis de Felix del Marle en 1953, et la démission de la présidence d'Auguste Herbin en 1956, Robert Fontené est nommé président. Il refonde le Salon en changeant les statuts de l'association. Le Salon prend le nom « Réalités nouvelles-nouvelles réalités ». En 1960, il reprend le nom de Salon des réalités nouvelles.
Dans les années 1970, le salon s'ouvre brièvement à la figuration, avec la participation d'artistes expressionnistes comme Roland Berthon ou de la Nouvelle Figuration comme John Christoforou et Herman Braun.

### Depuis 1984

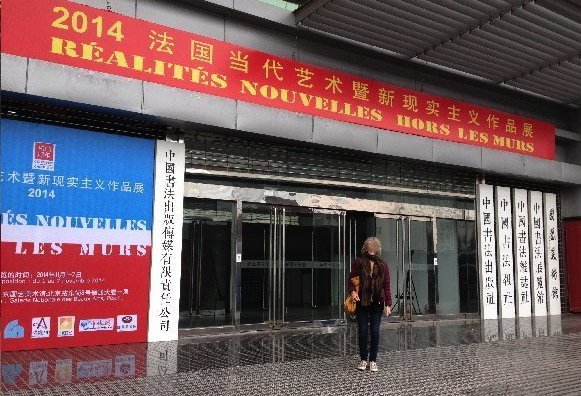
Exposition Réalités Nouvelles hors les murs au Guoyi Art Museum à Beijing (Chine) en 2014.

Remis en question dans les années 1970, le Salon se transforme sous la présidence de Jacques Busse à partir de 1984. Les statuts sont rénovés et refondés. Le Salon se veut consacré à « la permanence de l'abstraction », avec des artistes comme Olivier Debré, Aurélie Nemours, Caroline Lee, Louis Nallard, Maria Manton, Louttre.B, Chafik Abboud… qui y participent régulièrement.
Depuis 2008, sous la présidence de Olivier di Pizio, l'Association Réalités Nouvelles et le Salon organisent sa communauté numérique et des Réalités Nouvelles hors-les-murs (Belgrade, Pékin…).
Domitille d'Orgeval donne un historique plus détaillée sur l'histoire du Salon des réalités nouvelles de 1946 à 1956[réf. nécessaire]. Le blog Les cahiers des RN donne également un historique succinct.

## Localisation
Les lieux d'exposition du Salon à Paris ont été successivement le musée d'art moderne de la ville de Paris (1946-1969), le Parc floral de Vincennes (1971-1978), le musée du Luxembourg (1979), le Centre d'art de la rue du Louvre (1980-1981), l'espace de Nesle, Paris 6e (1982-1983), le Grand Palais (1984-1993), l'espace Eiffel-Branly (1994-2000), l'espace Auteuil (2001-2003), le parc floral de Paris (depuis 2004).

## Modalités de participation
Chaque candidat au salon est choisi par un jury sur présentation d'œuvres ou de photographies d'œuvres abstraites qu'elles soient allusives, conceptuelles, concrètes, géométriques, gestuelles, haptiques, lyriques, nominalistes, etc.